# Vlatko Andonovski
Vlatko Andonovski (Escópia, 14 de setembro de 1976) é um treinador de futebol macedônio-americano e ex-jogador. Atualmente, ele é o técnico do Kansas City Current  que disputa a NWSL. Entre 2019 e 2023, Andonovski dirigiu a Seleção de Futebol Feminino dos Estados Unidos. Anteriormente, Andonovski treinou o FC Kansas City e o Reign FC da National Women's Soccer League, bem como o Kansas City Comets na Major Arena Soccer League.

## Carreira

### Jogador
Como defensor central, Andonovski jogou seis temporadas em vários clubes da Europa, como o FK Rabotnički, o FK Makedonija Gjorče Petrov e o FK Vardar, competindo na Macedonian Prva Liga, Liga dos Campeões da UEFA e Taça Intertoto da UEFA. Em 2000, Andonovski assinou com o Wichita Wings da National Professional Soccer League e, mais tarde, jogou pelos times de showbol Kansas City Comets, California Cougars e Philadelphia Kixx da Major Indoor Soccer League. Em 8 de fevereiro de 2015, Andonovski e o técnico do Wichita, Kim Røntved, saíram da aposentadoria para jogar um contra o outro por seus respectivos times em um jogo.

### Treinador
Em 5 de dezembro de 2012, Andonovski assinou um contrato para se tornar o técnico do FC Kansas City. Em 29 de agosto de 2013, ele foi contratado como treinador do Kansas City Comets, depois de ser assistente de Kim Røntved por três temporadas. Em 7 de novembro de 2017, Andonovski assinou com o Seattle Reign FC na National Women's Soccer League, sucedendo a Laura Harvey como treinador do time. Andonovski possui uma Licença USSF Pro e um Diploma de Goleiro da NCSAA e esteve envolvido com muitas equipes e clubes juvenis na área de Kansas City. Em 28 de outubro de 2019, Andonovski foi nomeado técnico da Seleção de Futebol Feminino dos Estados Unidos.
Andonovski dirigiu a seleção norte-americana durante as Olimpíadas de 2020, onde a equipe ganhou a medalha de bronze, fato que foi criticado por alguns observadores e considerado por muitos como um desempenho inferior de uma equipe que havia conquistado quatro medalhas de ouro nas olímpicas anteriores. Ele permaneceu como técnico do time durante a Copa do Mundo de Futebol Feminino de 2023, na qual os Estados Unidos foram eliminados na disputa de pênaltis contra a Suécia nas oitavas de final do torneio. Eliminação que se tornou a mais precoce do time em uma Copa do Mundo. Menos de duas semanas depois, em 16 de agosto, Andonovski renunciou ao cargo de técnico da seleção.
Em 23 de outubro de 2023, Andonovski retornou à NWSL ao ser contratado como treinador principal e diretor esportivo do Kansas City Current.

## Honras e prêmios

### Jogador
Kansas City Comets
- MISL Most Valuable Player: 2005
- MISL Defender of the Year: 2002
- MISL Most Improved Player: 2002
- MISL All-Star: 2-time

### Técnico
- Missouri State Championship: 4-time
- Youth National Championship: 1-time

FC Kansas City
- NWSL Championship: 2014, 2015

#### Individual
- Técnico do ano da NWSL: 2013[12]

## Vida pessoal
Andonovski se formou em 2008 na Park University com um bacharelado em Administração de negócios. Andonovski reside em Kansas City, Missouri, com sua esposa e seus três filhos Dragana, Luka e Daria.